# Barbarella (strip)
Barbarella is erotisch getinte sciencefictionstripreeks van de hand van de Franse illustrator Jean-Claude Forest. Deze strips werden in 1962 gepubliceerd in V Magazine. Later werden deze in boekvorm uitgebracht door Eric Losfeld.
Barbarella is een jonge sexy vrouw die ergens in de toekomst van planeet naar planeet reist. Ze voert hier niet alleen gevechten maar beleeft ook allerlei seksuele avonturen, zelfs met buitenaardse wezens en robots. Ook komt ze in aanraking met een orgasmatron (zie hieronder). Door haar vrijgevochten optreden verwoordt ze de tijdgeest van de seksuele revolutie. Haar uiterlijk is mogelijk gebaseerd op Brigitte Bardot.

## Verfilming
In 1968 kwam de Amerikaanse film Barbarella van regisseur Roger Vadim in de bioscoop. Hierin vertolkte Jane Fonda de titelrol. De film is niet geheel identiek aan de stripreeks.

## Musical
Van maart 2004 tot en met januari 2005 werd in Wenen de op de film gebaseerde musical Barbarella opgevoerd. Hierin vertolkte Nina Proll de titelrol.

## Seks met machines
- In de strip, die zich afspeelt in een onbestemde toekomst, wordt voor het eerst erop gezinspeeld dat de mens ooit seks zal beleven met machines, namelijk met robots. Dit was destijds nog louter fictief. Deze gefantaseerde geslachtsdaad zelf wordt echter kuisheidshalve niet uitgebeeld: suggestief wordt uitgebeeld dat een der vrouwelijke hoofdpersonen met een ¨mannelijke¨ robot ¨de lakens heeft gedeeld¨ en dat zij daarna haar tevredenheid over diens prestaties uit. Deze passage komt echter niet voor in de latere verfilming van de strip.
- Zowel in de strip als in de verfilming uit 1968 krijgt Barbarella in een van de avonturen als antagonist te maken met de stereotype ¨evil genius¨ Dr. Duran. Dit betreft een kwaadaardige uitvinder, die een seksueel-prikkelende ¨excessive machine¨ (orgasmatron) heeft ontworpen, Hij wil Barbarella aan deze uitvinding onderwerpen, om haar op gemene wijze middels een blootstelling aan een ongekend hevige, kunstmatige en overmatige erotische ervaring wil- en machteloos te maken: een marteling door lust. Tot zijn grote verbijstering geschiedt daarop niet waarop hij in zijn snode plannen had gerekend, doch daarentegen juist het omgekeerde: de heldin van het verhaal Barbarella blijkt met haar enorme libido daartegen bestand: zij weerstaat de prikkels waaraan zij in de door hem bedachte machine wordt onderworpen en in plaats van zij, raakt juist deze machine over zijn toeren.
- In de jaren 80 zou de succesvolle Britse new wave-band Duran Duran zijn naam aan dit strip- en filmpersonage Dr.Duran ontlenen. Later zouden zij een song en een videoclip maken, getiteld Electric Barbarella, waarmee zij definitief alle twijfel wegnamen dat de film Barbarella en het daarin voorkomend personage Dr. Duran met zijn uitvinding bij het kiezen van hun bandnaam de inspiratie was geweest. Deze song zou in 1997 worden uitgebracht op hun album Medazzaland en als hun 29ste single, waarvan diverse versies bestaan (een single edit en een radio edit. In de song blijkt echter Barbarella de naam van een sekspop/-robot. In 1984 bracht de band een concertfilm uit,Arena (An Absurd Notion), waarin ook de betreffende acteur voorkomt die in de filmversie Dr.Duran speelt.